# پولگاسوویتا
پولگاسوویتا (به لاتین: Polgasowita) یک منطقهٔ مسکونی در سری‌لانکا است که در استان غربی، سری‌لانکا واقع شده‌است.